# Bukovice, Brno-venkov
Bukovice là một làng thuộc huyện Brno-venkov, vùng Jihomoravský, Cộng hòa Séc.